# Países Baixos nos Jogos Olímpicos
Os Países Baixos competiram pela primeira vez nos Jogos Olímpicos de Verão em Paris 1900, e nos Jogos Olímpicos de Inverno em St. Moritz 1928. Participaram de todas as edições dos Jogos desde então, com exceção dos Jogos Olímpicos de Verão de 1904 e dos Jogos Olímpicos de Inverno de 1932. Obtiveram seu melhor resultado de todos os tempos nos Jogos Olímpicos de Inverno de 1998, em Lillehammer e nos Jogos de Verão de 2000, em Sydney. São um dos 44 países que ganharam uma medalha tanto nos Jogos Olímpicos de Verão como nos Jogos de Inverno.
Antes dos Jogos Olímpicos de Verão de 1992, o país era era creditado como "Holanda" com o código do país "HOL". De 1992 em diante, eles passaram a utilizar "Países Baixos" e "NED", como uma abreviatura do nome holandês original Nederland.
Por conta da dissolução das Antilhas Holandesas em 2010 (que era um país constituinte do Reino dos Países Baixos), o Comitê Olímpico das Antilhas Holandesas (NAOC) perdeu sua licença olímpica em julho de 2011. Após os Jogos Olímpicos de 2012, em Londres, atletas das Antilhas Holandesas passaram a poder escolher participar dos Jogos defendendo a bandeira dos Países Baixos ou Aruba, que tem um status de país semi-independente dentro do Reino dos Países Baixos. Nos Jogos de 2012, os atletas das Antilhas Holandesas participaram de uma equipe olímpica unificada sob a bandeira do COI. No entanto, alguns atletas já manifestaram o desejo de representar os Países Baixos ou Aruba em Londres.

## Medalhas conquistadas

### Verão
| Edição                |    |   |    |    |
| --------------------- | -- | - | -- | -- |
| Paris 1900            | 0  | 1 | 3  | 4  |
| Londres 1908          | 0  | 0 | 2  | 2  |
| Estocolmo 1912        | 0  | 0 | 3  | 3  |
| Antuérpia 1920        | 4  | 2 | 5  | 11 |
| Paris 1924            | 4  | 1 | 5  | 10 |
| Amsterdã 1928         | 6  | 9 | 4  | 19 |
| Los Angeles 1932      | 2  | 5 | 0  | 7  |
| Berlim 1936           | 6  | 4 | 7  | 17 |
| Londres 1948          | 5  | 2 | 9  | 16 |
| Helsinque 1952        | 0  | 5 | 0  | 5  |
| Roma 1960             | 0  | 1 | 2  | 3  |
| Tóquio 1964           | 2  | 4 | 4  | 10 |
| Cidade do México 1968 | 3  | 3 | 1  | 7  |
| Munique 1972          | 3  | 1 | 1  | 5  |
| Montreal 1976         | 0  | 2 | 3  | 5  |
| Moscou 1980           | 0  | 1 | 2  | 3  |
| Los Angeles 1984      | 5  | 2 | 6  | 13 |
| Seul 1988             | 2  | 2 | 5  | 9  |
| Barcelona 1992        | 2  | 6 | 7  | 15 |
| Atlanta 1996          | 4  | 5 | 10 | 19 |
| Sydney 2000           | 12 | 9 | 4  | 25 |
| Atenas 2004           | 4  | 9 | 9  | 22 |
| Pequim 2008           | 7  | 5 | 4  | 16 |

### Inverno
| Edição                      |   |   |   |    |
| --------------------------- | - | - | - | -- |
| St. Moritz 1928             | 0 | 0 | 0 | 0  |
| Garmisch-Partenkirchen 1936 | 0 | 0 | 0 | 0  |
| St. Moritz 1948             | 0 | 0 | 0 | 0  |
| Oslo 1952                   | 0 | 3 | 0 | 3  |
| Cortina d'Ampezzo 1956      | 0 | 0 | 0 | 0  |
| Squaw Valley 1960           | 0 | 1 | 1 | 2  |
| Innsbruck 1964              | 1 | 1 | 0 | 2  |
| Grenoble 1968               | 3 | 3 | 3 | 9  |
| Sapporo 1972                | 4 | 3 | 2 | 9  |
| Innsbruck 1976              | 1 | 2 | 3 | 6  |
| Lake Placid 1980            | 1 | 2 | 1 | 4  |
| Sarajevo 1984               | 0 | 0 | 0 | 0  |
| Calgary 1988                | 3 | 2 | 2 | 7  |
| Albertville 1992            | 1 | 1 | 2 | 4  |
| Lillehammer 1994            | 0 | 1 | 3 | 4  |
| Nagano 1998                 | 5 | 4 | 2 | 11 |
| Salt Lake City 2002         | 3 | 5 | 0 | 8  |
| Turim 2006                  | 3 | 2 | 4 | 9  |
| Vancouver 2010              | 4 | 1 | 3 | 8  |